# Fare il portoghese
Fare il portoghese è un'espressione idiomatica, che nell'uso comune è utilizzata per intendere "l'usufruire di un servizio senza pagarlo", per esempio intrufolandosi tra il pubblico di uno spettacolo senza pagare il biglietto d'ingresso.
L'espressione, non proprio riverente, fu usata fino agli anni Ottanta nei media italiani, soprattutto nei notiziari sportivi.

## Origini
Un'ipotesi è che l'espressione sia relativa a un fatto storico avvenuto a Roma nel 1514, quando papa Leone X per ringraziare l'invio dell'elefante Annone da parte del re del Portogallo, concesse all'ambasciatore portoghese e al suo seguito il privilegio di essere ospite della città di Roma, ossia di potersi recare in qualunque teatro, osteria, albergo, ecc. senza pagare nulla, palesando solo la nazionalità. Molti furbacchioni, scoperta l'esistenza del singolare diritto, presero quindi a frequentare i locali fingendosi portoghesi, e rimettendo il conto alla Santa Sede, che presto dovette ritirare la concessione. 
Un'altra versione viene datata nella Roma del XVIII secolo, quando l'ambasciatore del Portogallo presso lo Stato Pontificio invitò i portoghesi residenti a Roma ad assistere gratuitamente a uno spettacolo teatrale presso il Teatro Argentina; non vi era bisogno di invito formale, in quanto bastava dichiarare la propria nazionalità. Molti residenti e non, tuttavia, cercarono di approfittare dell'opportunità spacciandosi per portoghesi, da cui l'avvertimento "non fare il portoghese" per diffidare chicchessia dal mettere in atto trucchi o raggiri per poter usufruire di un servizio senza averne titolo. La vicenda, riportata da molti dizionari, è raccontata anche in un libro portoghese, O Barco Pescarejo di José Coutinhas.
Altra ipotesi è che il re del Portogallo avesse ottenuto dal papa l'esenzione per i portoghesi dal dazio per entrare a Roma, a seguito della donazione dell'oro servito alla decorazione del cassettonato di Santa Maria Maggiore.
Un'ulteriore ipotesi è che l'origine dell'espressione sia da ricercare nel testo Cancioneiro Geral di Almeida Garrett, un compendio di racconti popolari in cui viene descritta con toni umoristici la pratica di alcuni abitanti delle campagne di autoinvitarsi alle feste galanti. 